# عشاق حبيبة (مسرحية)
مسرحية عشاق حبيبة هي مسرحية لفرقة المسرح العربي من تأليف حسن يعقوب العلي وإخراج فؤاد الشطي وبطولة:
- كنعان حمد.
- عبدالمجيد قاسم.
- باسمة حمادة.
- سعاد حسين.
- جوهر سالم.
- علي حسن.
- خالد الدخيل.
- قحطان القحطاني.
- بدر الطيار

عرضت المسرحية في 3 يناير 1978 على مسرح عبدالعزيز المسعود بمنطقة كيفان.